# Artabotrys macropodus
Artabotrys macropodus är en kirimojaväxtart som beskrevs av Ian Mark Turner. Artabotrys macropodus ingår i släktet Artabotrys och familjen kirimojaväxter. Inga underarter finns listade i Catalogue of Life.